# Tengelyhatalmak
| 0. Lengyel–ukrán háború                                  | 1918. | 11. 01. - 1919. 07. 18.  |
| 1. Versailles-i békeszerződés                            | 1919. |                          |
| 2. Lengyel–szovjet háború                                | 1919. | 02. 14. - 1921. 03. 18.  |
| 3. Trianoni békeszerződés                                | 1920. |                          |
| 4. Rapallói egyezmény                                    | 1920. | november 12.             |
| 5. Francia–lengyel katonai szövetség (en)                | 1921. | február 16.              |
| 6. Rigai béke (en)                                       | 1921. | március 18.              |
| 7. Menetelés Rómába                                      | 1922. | október 28 - 29.         |
| 8. Korfui összetűzés (olasz-görög) (en)                  | 1923. | aug. - szept.            |
| 9. Müncheni sörpuccs                                     | 1923. | november 8.              |
| 10. A Ruhr-vidék francia–belga megszállása (en)          | 1923. | - 1925.                  |
| 11. Libia megszállása - Második olasz–líbiai háború (en) | 1923. | - 1932.                  |
| 12. Mein Kampf (Harcom) megjelenése                      | 1925. |                          |
| 13. Dawes-terv (en)                                      | 1924. |                          |
| 14. Locarnói egyezmény                                   | 1925. | december 01.             |
| 15. Young-terv (en)                                      | 1929. |                          |
| 16. Nagy gazdasági világválság                           | 1929. | október 24. – 1941.      |
| 17. Mandzsúria japán lerohanása (en)                     | 1931. | 09. 18. - 1932. 02. 26.  |
| 18. Mandzsukuo megszállása                               | 1931  | – 1942.                  |
| 19. Sanghaj-i január 28-i összetűzés (en)                | 1932. | 01. 28. – 03. 03.        |
| 20. Szovjet–lengyel megnemtámadási egyezmény             | 1932. | július 25.               |
| 21. Genfi leszerelési világértekezlet (en)               | 1932. | 02.02. - 1934.06.11.     |
| 22. Első hopeji hadjárat/A nagy fal védelme (en)         | 1933. | 01.01 - 05.31.           |
| 23. Belső-mongóliai hadjárat (en)                        | 1933. | - 1936.                  |
| 24. Hitler lesz a kormányfő és az államfő is egyben      | 1933. | - 1934.                  |
| 25. A tanggui fegyverszünet (en)                         | 1933. | május 31.                |
| 26. Németország újrafelfegyverzése elindul (en)          | 1933. | július 12.               |
| 27. Olasz–szovjet egyezmény (en)                         | 1933. | szeptember 2.            |
| 28. Belső-mongóliai hadjárat (en)                        | 1933. | ápr.- 1936. dec.         |
| 29. Németország elhagyta a leszerelési értekezletet (en) | 1933. | október 14.              |
| 30. Németország kilép a Nemzetek Szövetségéből (en)      | 1933. | okt. 19. - nov. 12.      |
| 31. Német–lengyel megnemtámadási egyezmény               | 1934. | január 26.               |
| 32. A Saar-vidéki népszavazás/visszatérés Németországhoz | 1935. | január 13.               |
| 33. Kötelező sorozás kezdődik Németországban újra (en)   | 1935. | március 16.              |
| 34. Francia–szovjet segítségnyújtási szerződés (en)      | 1935. | május 2.                 |
| 35. Szovjet–csehszlovák segítségnyújtási szerződés (en)  | 1935. | május 16.                |
| 36. He-Umezu egyezmény (en)                              | 1935. | 06. 10. - 1937. 07. 07.  |
| 37. Angol–német tengerészeti egyezmény (en)              | 1935. | június 18.               |
| 38. December 9-i megmozdulások Pekingben (en)            | 1935. | december 9.              |
| 39. Második olasz–etióp háború (abesszíniai háború)      | 1935. | 10. 3.- 1937. 02. 19.    |
| 40. A Rajna-vidéki bevonulás (en)                        | 1936. | március 7.               |
| 41. Spanyol polgárháború kezdete                         | 1936. | júl. 17. - 1939. ápr. 1. |
| 42. A Berlin–Róma-tengely (német–olasz egyezmény)        | 1936. | október 27.              |
| 43. Antikomintern paktum                                 | 1936. | november 25.             |
| 44. Suiyuan hadjárat (en)                                | 1936. | október - november       |
| 45. Hsziani válság (en)                                  | 1936. | december 12-26.          |
| 46. Második kínai–japán háború                           | 1937. | - 1945.                  |
| 47. A USS Panay-incidens (en)                            | 1937. | december 12.             |
| 48. Ausztria bekebelezése (Anschluss)                    | 1938. | március 12.              |
| 49. Májusi válság (német–cseh határ) (en)                | 1938. | május 19 - 23.           |
| 50. Haszan-tavi csata/Csangkufengi összecsapás           | 1938. | júl. 29. - aug. 11.      |
| 51. Német–csehszlovák kisháború (Ordnersgruppe) (en)     | 1938. | szeptember 16 - 17.      |
| 52. Müncheni egyezmény                                   | 1938. | szeptember 29.           |
| 53. A Szudéta-vidék Birodalomhoz csatolása (en)          | 1938. | október 01 - 10.         |
| 54. Első bécsi döntés                                    | 1938. | november 02.             |
| 55. A Szlovák Köztársaság kikiáltása                     | 1939. | március 14.              |
| 56. Csehszlovákia német megszállása (en)                 | 1939. | március 15.              |
| 57. Litvánia náci megfenyegetése, Memel elcsatolása (en) | 1939. | március 20 - 22.         |
| 58. Magyar–szlovák kis háború                            | 1939. | március 23 - 31.         |
| 59. A spanyol polgárháború végső hadműveletei (en)       | 1939. | március 26. - április 1. |
| 60. Danzigi válság (en)                                  | 1939. | március - augusztus      |
| 61. Angol függetlenségi garancia Lengyelországnak (en)   | 1939. | március 31.              |
| 62. Albánia olasz lerohanása (en)                        | 1939. | április 7-12.            |
| 63. Szovjet–angol–francia tárgyalások Moszkvában (en)    | 1939. | ápr. 15.- aug. 21.       |
| 64. Német–olasz barátsági és katonai szerződés           | 1939. | május                    |
| 65. Halhín-goli csata                                    | 1939. | május - szeptember       |
| 66. Molotov–Ribbentrop szerződés                         | 1939. | augusztus 23.            |
| 67. Lengyelország német lerohanása                       | 1939. | szept. 1. - okt. 6.      |

A tengelyhatalmak vagy tengely elnevezést a második világháborúban a német szövetségi rendszerhez tartozó államok elnevezésére alkalmazzák. Az elnevezést elsősorban a három tengely-nagyhatalomra, a náci Németországra, a fasiszta Olaszországra és a birodalmi Japánra használják, de tengelyhatalomnak, vagy tengelyhez tartozónak szokták nevezni a később e szövetségi rendszerhez csatlakozó más országokat is. Az elnevezés onnan ered, hogy Benito Mussolini 1936. november 1-jén a következő szavakkal hozta nyilvánosságra a néhány nappal korábban megkötött német–olasz egyezményt: „a Berlin–Róma-ív nem választóvonal, hanem tengely”, amely köré Európa többi állama csoportosul.
A szövetségi rendszer kialakulásának első lépése az 1936. október 27-én megkötött német–olasz egyezmény, amely voltaképpen a két ország külpolitikájának összehangolásáról és gazdasági érdekterületeinek felosztásáról szólt.
A német–japán együttműködés első lépése az 1936. november 25-én aláírt antikomintern paktum volt, amely kezdetben a Szovjetunió ellen irányult, később azonban inkább a nyugati hatalmak elleni szövetséggé vált. 1937. november 6-án a paktumhoz csatlakozott Olaszország is.
A szövetségi rendszer kialakulásának következő lépése az acélpaktum néven ismert szerződés volt, amelyet 1939. május 21-én kötött Németország és Olaszország. Az acélpaktum már katonai szövetséget jelentett, amely támadó háború esetére is együttműködést írt elő a két ország számára. 
A három tengely-nagyhatalom szövetségét rögzítette az 1940. szeptember 27-én aláírt háromhatalmi egyezmény, amelyben Japán lényegében elfogadta Németország és Olaszország vezető szerepét Európában, míg ez utóbbiak Japánét a távol-keleti térségben. Az egyezmény segítségnyújtási kötelezettséget írt elő aláíróinak arra az esetre, ha a háborúban az egyezmény megkötésének idején még részt nem vevő ország a szerződő felek bármelyikét megtámadja. 
A tengely további résztvevői később kétoldalú szerződéssel csatlakoztak az egyezményhez. Így tett 1940. november 20-án Magyarország, 1940. november 23-án Románia, 1940. november 24-én Szlovákia, 1941. március 1-jén Bulgária, 1941. március 25-én Jugoszlávia, 1941. június 27-én pedig Horvátország.
A tengely-nagyhatalmak között a háború során tényleges stratégiai egyeztetés nem volt, a hatalmak előre nem egyeztetett lépéseikkel sokszor egymás érdekeit keresztezték. Így például az 1939. évi német–szovjet szerződéseket akkor kötötte Németország, amikor Japán és a Szovjetunió között hadüzenet nélküli háború folyt a Távol-Keleten (a halhín-goli csata). Németország akkor indította meg az európai háborút, amikor Olaszország még nem volt felkészülve, Olaszország 1940-ben viszont Németország tudta nélkül kezdett bele a balkáni háborúba, amikor a Szovjetunió ellen készülő Németországnak éppen békére lett volna szüksége ebben a térségben. Japán az Egyesült Államok elleni 1941. december 7-ei támadása után Németország és Olaszország is hadat üzent az Egyesült Államoknak, azonban a tengelyhatalmak működésüket a későbbiekben sem hangolták össze.